# Nils Nilsson (Natt och Dag)
Nils Nilsson (Natt och Dag), född 1554, död 12 april 1613 i Gerknäs, Finland, var en svensk hovmästare, häradshövding och riksrådsdomare.

## Biografi
Nils Nilsson (Natt och Dag) föddes 1554. Han var son till Nils Månsson (Natt och Dag) och Karin Göransdotter (Gyllenstierna). Nils Nilsson blev 21 juli 1594 hovmästare hos drottning Gunilla Bielke och 1596 häradshövding i Kinda härad. Han var en riksrådens domare i Linköping 1600. Nils Nilsson blev 1604 hovmästare hos drottning Kristina av Holstein-Gottorp och bar 1607 tronhimmeln över henne vid kröningen. Han avled 1613 på Gerknäs i Finland och begravdes 19 september samma år i Vists kyrka.
Nils Nilsson (Natt och Dag) tog över driften av flera gods då han förklarades myndig 1573. Hans mor var hovmästarinna, något som gav honom kontakter vid hovet, där han innehade flera olika hovämbeten.

### Egendom
Han ägde Brokind i Vårdnäs socken, Bjärka-Säby i Vists socken och Strömsta i Teda socken. Nils Nilsson fick 8 juni 1601 Åtvids socken som förläning som byttes ut 15 oktober 1606 mot Linneryds socken.

### Familj
Nils Nilsson gifte sig första gången 18 januari 1579 i Stockholms slott med Anna Gylta (1550–1603), dotter till riksrådet och riksskattmästaren Bengt Gylta och Ingeborg Jakobsdotter Krumme. De fick tillsammans barnen hovmästarinnan Christina Nilsdotter (Natt och Dag) (1580–1643) som var gift med ståthållaren Holger von Scheiding, Bengt Nilsson (född 1581), Göran Nilsson (1583–1613) kanslirådet Per Natt och Dag (1584–1634), Brita Nilsdotter (född 1586), Jöns Nilsson (1589–1619), Göran Nilsson (född 1589) och landshövdingen Ivar Nilsson (Natt och Dag) (1590–1651). Anna Gylta ärvde efter sina föräldrar bland annat en gård i Falköping och hälften av ett stenhus i Stockholm. 
Han gifte sig andra gången 10 september 1609 på Stockholms slott med Sigrid Eriksdotter Vasa (1566–1633), dotter till kung Erik XIV och drottning Catharina Månsdotter.